# Saison 1988-1989 du Quimper CFC
Maillots
Chronologie
Saison précédente Saison suivante
La saison 1988-1989 du Quimper Cornouaille Football Club (Quimper CFC) débute le 16 juillet 1988 avec la première journée du Championnat de France de Division 2 (Groupe A), pour se terminer le 13 mai 1989 avec la dernière journée de cette compétition.
Le Quimper CFC est également engagé en Coupe de France où il atteint de nouveau les seizièmes de finale (éliminé par l'Olympique de Marseille, alors premier de Division 1).

## Résumé de la saison

### Division 2
Après une saison décevante, le club a pour objectif de monter en Division 1 d'ici 2 ans. Pierre Garcia remplace Georges Peyroche au poste d'entraîneur. Le QCFC commence la saison à la première place en battant le SC Abbeville, trois buts à zéro. Après deux autres matchs sans défaite, l'équipe s'incline contre le Stade rennais, trois buts à un. L'équipe s'incline deux matchs plus tard contre le Stade brestois, lors d'un derby bouillant à Francis-le Blé entre deux prétendants à la montée en D1. Devant 14 000 spectateurs, les Quimpérois s'inclinent deux buts à zéro. Le club, dans le haut de tableau, accumule les bons résultats malgré une petite période de 3 matchs sans victoire. Dès lors, le club stagne à la cinquième place du groupe mais reste prétendant aux barrages. À partir de la 21ème journée, le club enchaîne six victoires dont une à Penvillers, contre le Stade brestois, deux buts à zéro, devant 11 159 spectateurs, record d'affluence du club en D2. Le club s'impose aussi contre l'AS Nancy-Lorraine, un autre prétendant aux barrages. À la fin de la saison, le club vogue entre la 3ème et la 4ème place, la 3ème place est qualificative pour les barrages. Le club s'impose largement contre le Stade de Reims, cinq buts à zéro. Lors de l'avant-dernière journée, le FC Mulhouse, leader du groupe, se déplace à Penvillers tout comme 9 622 spectateurs qui assistent à la grande affiche entre le QCFC, 3ème et le leader. Fabrice Picot ouvre le score d'une tête à la huitième minute mais Mulhouse égalise sur une erreur de Jean-Philippe Viala, qui marque contre son camp. Mulhouse rend l'avantage sur une erreur de Michel Ettore, qui relâche le ballon dans le but quimpérois. Durant la seconde période, Mulhouse fait le break mais Fabrice Picot marque un second but, le QCFC donne tout pour égaliser mais cela ne suffit pas, le leader Mulhouse s'impose et le Quimper CFC et le Stade rennais se retrouvent à égalité de points avant la dernière journée. Malgré une victoire contre le SC Abbeville, cela ne suffit pas et c'est le Stade rennais qui jouera les barrages grâce à une meilleure différence de buts. Le Quimper CFC termine 4ème du groupe et échoue à l'accession aux barrages.  

### Coupe de France
Après un quart de finale, la saison passée, le club se qualifie pour le 8ème tour en battant le Véloce vannetais et au 8ème tour, s'impose à Saint-Ouen contre Morne-à-l'Eau, club d'outre-mer. Les Quimpérois remportent le match, un but à zéro. En 32ème de finale, le club affronte l'US Concarneau, club de Division 3. Au Stade du Moustoir de Lorient, le QCFC s'impose deux buts à zéro et se qualifie pour les seizièmes de finale. Le Quimper CFC tombe sur l'OM de Bernard Tapie, le club s'attendait à recevoir 20 000 spectateurs à Penvillers mais à la suite de la large victoire de l'OM, au Vélodrome quatre buts à un au match aller, les espoirs Quimpérois sont balayés mais c'est tout de même 7 893 spectateurs qui assistent au match retour à domicile. Durant ce match, les Quimpérois résistent à l'attaque marseillaise et le match se termine sur un zéro à zéro. Les Marseillais se qualifient et remportent l'édition deux mois plus tard, alors que les Quimpérois sont éliminés et n'atteindront plus jamais ce stade de la compétition.

## L'effectif de la saison
| Poste | Nat. | Nom                 | Naissance         | Sélection | Championnat | Championnat | Coupe France | Coupe France | Total Saison | Total Saison |
| Poste | Nat. | Nom                 | Naissance         | Sélection | M           | But inscrit | M            | But inscrit  | M            | But inscrit  |
| ----- | ---- | ------------------- | ----------------- | --------- | ----------- | ----------- | ------------ | ------------ | ------------ | ------------ |
| G     | FRA  | Michel Ettore       | 14 octobre 1957   | -         | 34          | 0           | 5            | 0            | 39           | 0            |
| G     | FRA  | Thierry Caby        | 1 avril 1963      | -         | 0           | 0           | 0            | 0            | 0            | 0            |
| D     | FRA  | Manuel Abreu        | 8 janvier 1959    | -         | 29          | 1           | 3            | 0            | 32           | 1            |
| D     | FRA  | Robert Barraja      | 12 juillet 1956   | -         | 25          | 0           | 0            | 0            | 25           | 0            |
| D     | FRA  | Stéphane Gilet      | 16 juin 1964      | -         | 30          | 1           | 1            | 0            | 31           | 1            |
| D     | FRA  | Philippe Mahut      | 4 mars 1956       | -         | 33          | 1           | 3            | 0            | 36           | 1            |
| D     | FRA  | Florent Phillipe    | 5 août 1965       | -         | 5           | 0           | 2            | 0            | 7            | 0            |
| D     | FRA  | Jean-Luc Sokal      | 14 juin 1961      | -         | 28          | 2           | 3            | 0            | 31           | 2            |
| D     | FRA  | Jean-Philippe Viala | 16 novembre 1965  | -         | 27          | 0           | 1            | 0            | 28           | 0            |
| M     | FRA  | Jean-Yves Francini  | 10 août 1961      | -         | 10          | 0           | 2            | 0            | 12           | 0            |
| M     | FRA  | Lucien Goadec       | 13 septembre 1961 | -         | 9           | 0           | 3            | 0            | 12           | 0            |
| M     | FRA  | Didier Jaffrès      | 29 octobre 1959   | -         | 13          | 0           | 1            | 0            | 14           | 0            |
| M     | FRA  | Yvan Le Breton      | 31 décembre 1968  | -         | 0           | 0           | 0            | 0            | 0            | 0            |
| M     | FRA  | Jean-Luc Ribar      | 26 février 1965   | -         | 32          | 10          | 3            | 0            | 35           | 10           |
| M     | SER  | Živko Slijepčević   | 9 août 1957       | -         | 32          | 4           | 3            | 1            | 35           | 5            |
| M     | FRA  | José Souto          | 20 février 1959   | -         | 10          | 1           | 0            | 0            | 10           | 1            |
| A     | CMR  | Eugène Ekéké        | 30 mai 1960       | Cameroun  | 19          | 10          | 3            | 0            | 22           | 10           |
| A     | FRA  | Pascal Laguillier   | 30 janvier 1968   | -         | 15          | 6           | 1            | 0            | 16           | 6            |
| A     | FRA  | Fabrice Picot       | 20 mai 1960       | -         | 33          | 16          | 3            | 2            | 36           | 18           |
| A     | RDC  | N'Zoko Angombo      | 7 mai 1962        | -         | 10          | 3           | 0            | 0            | 10           | 3            |

## Les rencontres de la saison

### Liste
| Match | Date         | Compétition     | Tour        | Adversaire       | Lieu ¹ | Score | Affluence |
| ----- | ------------ | --------------- | ----------- | ---------------- | ------ | ----- | --------- |
| 1     | 16 juillet   | Division 2      | 1           | Abbeville        | D      | 3-0   | 3 452     |
| 2     | 23 juillet   | Division 2      | 2           | Valenciennes     | E      | 0-0   | 3 773     |
| 3     | 27 juillet   | Division 2      | 3           | Le Mans          | D      | 2-0   | 4 117     |
| 4     | 30 juillet   | Division 2      | 4           | Rennes           | E      | 1-3   | 7 554     |
| 5     | 6 août       | Division 2      | 5           | La Roche-sur-Yon | D      | 1-0   | 3 300     |
| 6     | 13 août      | Division 2      | 6           | Brest            | E      | 0-2   | 14 000    |
| 7     | 17 août      | Division 2      | 7           | Nancy            | D      | 2-0   | 4 138     |
| 8     | 20 août      | Division 2      | 8           | Le Touquet       | E      | 0-0   | 1 221     |
| 9     | 27 août      | Division 2      | 9           | Beauvais         | D      | 3-1   | 2 857     |
| 10    | 3 septembre  | Division 2      | 10          | Angers           | E      | 1-2   | 3 247     |
| 11    | 10 septembre | Division 2      | 11          | Créteil          | D      | 1-1   | 2 865     |
| 12    | 17 septembre | Division 2      | 12          | Dunkerque        | E      | 0-1   | 3 844     |
| 13    | 21 septembre | Division 2      | 13          | Guingamp         | D      | 3-2   | 4 345     |
| 14    | 30 septembre | Division 2      | 14          | Rouen            | E      | 3-2   | 2 861     |
| 15    | 7 octobre    | Division 2      | 15          | Reims            | E      | 0-0   | 1 810     |
| 16    | 15 octobre   | Division 2      | 16          | Gueugnon         | D      | 1-1   | 2 550     |
| 17    | 29 octobre   | Division 2      | 17          | Mulhouse         | E      | 0-2   | 4 511     |
| 18    | 4 novembre   | Division 2      | 18          | Valenciennes     | D      | 2-0   | 1 692     |
| 19    | 11 novembre  | Division 2      | 19          | Le Mans          | E      | 4-2   | 6 000     |
| 20    | 25 novembre  | Division 2      | 20          | Rennes           | D      | 1-1   | 4 695     |
| 21    | 3 décembre   | Division 2      | 21          | La Roche-sur-Yon | E      | 1-0   | 1 883     |
| 22    | 10 décembre  | Division 2      | 22          | Brest            | D      | 2-0   | 11 159    |
| 23    | 20 décembre  | Coupe de France | 7e tour     | Véloce vannetais | D      | 3-0   | 1 321     |
| 24    | 5 février    | Coupe de France | 8e tour     | Morne-à-l'Eau    | N      | 1-0   | 10 000    |
| 25    | 12 février   | Division 2      | 23          | Nancy            | E      | 2-1   | 3 623     |
| 26    | 18 février   | Division 2      | 24          | Le Touquet       | D      | 4-0   | 1 862     |
| 27    | 22 février   | Division 2      | 25          | Beauvais         | E      | 3-1   | 1 500     |
| 28    | 26 février   | Coupe de France | 1/32 finale | Concarneau       | N      | 2-0   | 3 751     |
| 29    | 4 mars       | Division 2      | 26          | Angers           | D      | 1-0   | 2 118     |
| 30    | 11 mars      | Division 2      | 27          | Créteil          | E      | 0-1   | 2 000     |
| 31    | 17 mars      | Division 2      | 28          | Dunkerque        | D      | 0-0   | 1 628     |
| 32    | 22 mars      | Coupe de France | 1/16 finale | Marseille        | E      | 1-4   | 8 532     |
| 33    | 25 mars      | Division 2      | 29          | Guingamp         | E      | 2-0   | 3 000     |
| 34    | 29 mars      | Coupe de France | 1/16 finale | Marseille        | D      | 0-0   | 7 893     |
| 35    | 1er avril    | Division 2      | 30          | Rouen            | D      | 1-0   | 1 890     |
| 36    | 12 avril     | Division 2      | 31          | Reims            | D      | 5-0   | 2 051     |
| 37    | 22 avril     | Division 2      | 32          | Gueugnon         | E      | 1-1   | 1 172     |
| 38    | 6 mai        | Division 2      | 33          | Mulhouse         | D      | 2-3   | 9 622     |
| 39    | 13 mai       | Division 2      | 34          | Abbeville        | E      | 3-2   | 2 000     |

- 1 N : terrain neutre ; D : à domicile ; E : à l'extérieur ; drapeau : pays du lieu du match international

### Affluence
L'affluence à domicile du Quimper CFC atteint un total :
- de 64 341 spectateurs en 17 rencontres de Division 2, soit une moyenne de 3 785/match.
- de 9 214 spectateurs en 2 rencontres de Coupe de France, soit une moyenne de 4 607/match.
- de 73 555 spectateurs en 19 rencontres au total, soit une moyenne de 3 871/match.

Affluence du Quimper Cornouaille Football Club à domicile

## Bilan des compétitions
| Compétition     | Vainqueur final        | Débute au tour | Place ou tour final | Première rencontre | Dernière rencontre | Nombre |
| --------------- | ---------------------- | -------------- | ------------------- | ------------------ | ------------------ | ------ |
| Division 2      | FC Mulhouse            | 1re journée    | 4e du Groupe A      | 16 juillet 1988    | 13 mai 1989        | 34     |
| Coupe de France | Olympique de Marseille | 7e tour        | 1/16 de finale      | 20 décembre 1988   | 29 mars 1989       | 5      |

### Division 2 - Groupe A

#### Classement
| Rang | Équipe       | Pts | J  | G  | N  | P  | Bp | Bc | Diff |
| ---- | ------------ | --- | -- | -- | -- | -- | -- | -- | ---- |
| 1    | Mulhouse     | 76  | 34 | 24 | 4  | 6  | 66 | 28 | +38  |
| 2    | Brest        | 75  | 34 | 22 | 9  | 3  | 62 | 24 | +38  |
| 3    | Rennes       | 65  | 34 | 19 | 8  | 7  | 61 | 28 | +33  |
| 4    | Quimper      | 65  | 34 | 19 | 8  | 7  | 55 | 29 | +26  |
| 5    | Nancy        | 59  | 34 | 18 | 5  | 11 | 52 | 36 | +16  |
| 6    | Guingamp     | 45  | 34 | 11 | 12 | 11 | 51 | 52 | -1   |
| 7    | Valenciennes | 44  | 34 | 12 | 8  | 14 | 38 | 39 | -1   |

#### Résultats
| Total | Total | Total | Total | Total | Total | Total | Total | Domicile | Domicile | Domicile | Domicile | Domicile | Domicile | Extérieur | Extérieur | Extérieur | Extérieur | Extérieur | Extérieur |
| J     | G     | N     | P     | Bp    | Bc    | Diff  | Pts   | G        | N        | P        | Bp       | Bc       | Diff     | G         | N         | P         | Bp        | Bc        | Diff      |
| ----- | ----- | ----- | ----- | ----- | ----- | ----- | ----- | -------- | -------- | -------- | -------- | -------- | -------- | --------- | --------- | --------- | --------- | --------- | --------- |
| 34    | 19    | 8     | 7     | 55    | 29    | +26   | 65    | 12       | 4        | 1        | 34       | 9        | +25      | 7         | 4         | 6         | 21        | 20        | +1        |

#### Résultats par journée
| Journée   | 01 | 02 | 03 | 04 | 05 | 06 | 07 | 08 | 09 | 10 | 11 | 12 | 13 | 14 | 15 | 16 | 17 | 18 | 19 | 20 | 21 | 22 | 23 | 24 | 25 | 26 | 27 | 28 | 29 | 30 | 31 | 32 | 33 | 34 |
| --------- | -- | -- | -- | -- | -- | -- | -- | -- | -- | -- | -- | -- | -- | -- | -- | -- | -- | -- | -- | -- | -- | -- | -- | -- | -- | -- | -- | -- | -- | -- | -- | -- | -- | -- |
| Terrain   | D  | E  | D  | E  | D  | E  | D  | E  | D  | E  | D  | E  | D  | E  | E  | D  | E  | D  | E  | D  | E  | D  | E  | D  | E  | D  | E  | D  | E  | D  | D  | E  | D  | E  |
| Résultats | V  | N  | V  | D  | V  | D  | V  | N  | V  | D  | N  | D  | V  | V  | N  | N  | D  | V  | V  | N  | V  | V  | V  | V  | V  | V  | D  | N  | V  | V  | V  | N  | D  | V  |
| Points    | 3  | 4  | 7  | 7  | 10 | 10 | 13 | 14 | 17 | 17 | 18 | 18 | 21 | 24 | 25 | 26 | 26 | 29 | 32 | 33 | 36 | 39 | 42 | 45 | 48 | 51 | 51 | 52 | 55 | 58 | 61 | 62 | 62 | 65 |
| Place     | 1  | 3  | 2  | 4  | 2  | 3  | 3  | 4  | 4  | 4  | 5  | 6  | 5  | 5  | 5  | 5  | 5  | 5  | 5  | 5  | 5  | 5  | 5  | 3  | 3  | 3  | 4  | 4  | 3  | 3  | 3  | 4  | 4  | 4  |

Source : Liste des rencontres

Terrain : D = Domicile ; E = Extérieur. Résultat: D = Défaite ; N = Nul ; V = Victoire.